# Дольчеаккуа

Дольчеаккуа на карте Империи

Дольчеаккуа (итал. Dolceacqua) — коммуна в Италии, располагается в регионе Лигурия, в провинции Империя.
Население составляет 2030 человек (2008 г.), плотность населения составляет 100 чел./км². Занимает площадь 20 км². Почтовый индекс — 18035. Телефонный код — 0184.
Покровителем коммуны почитается святой Антоний Великий, празднование 17 января.

## Демография
Динамика населения:

## Администрация коммуны
- Официальный сайт: http://www.dolceacqua.it Архивная копия от 29 марта 2022 на Wayback Machine